# 후유증 (만화)
《후유증》은 만화가 김선권의 웹툰이다. 2015년부터 2016년까지 시즌1과 시즌2으로 나누어 연재되오다 2016년 1월 23일부로 완결났다. 

## 줄거리
사지육신 멀쩡한 20살 청년 안대용. 하지만 하는 일이라고는 종일 방안에서 게임만 하며 부모님 등골빼먹는게 일상인 잉여백수다. 어느날, 새아버지를 비롯한 주위사람들의 멸시를 견디지 못한 그는 충동적으로 옥상에서 뛰어내렸고 3개월 동안 식물인간으로 누워있다 깨어났다. 그런데 깨어난 그는 이상한 증세를 보이기 시작했다. 바로 빨간눈을 가진 사람과 파란눈을 가진 사람이 보인다는것. 이후 여러기지 정황을 통해 빨가눈을 가진 사람은 곧 죽음을 앞둔 의미고 파란눈을 가진 사람은 빨간눈의 사람을 죽인다는 의미였다. 대용은 빨간눈을 한 사람을 구하고 파란눈을 한 사람을 저지하기 위해 고군분투하는 사이 자신과 비슷한 증세를 가진 이들을 만나게 되면서 그러는 사이 방구석에서 컴퓨터만 붙들고 있는게 일상의 전부였던 잉여백수는 조금씩 변하기 시작한다. 그리고 후유증에 대한 진정한 의미에 대해서 다시 생각해보게 되는데...

## 등장인물
- 안대용 (20세)

만화의 주인공. 대학원서 내밀 수준도 못되는 꼴등만 주구장창 차지해온 꼴통, 중학생한테도 두들겨 맞고 삥이나 뜯기는 호구, 방안에서 게임만 하는 폐인 일상. 찌질이들이 갖추어야할 필수요소를 모조리 다 갖춘 잉여백수. 하지만 옥상에서 뛰어내렸다 3개월만에 깨어났고 이상한 후유증이 생긴 이후로는 점차 달라지기 시작한다. 그러는 사이 본의아닌 영웅이 되어 무시가 사라지고 남들처럼 대접을 받기 시작했지만 대접을 너무 과하게 받은 탓에 점차 오만함과 자만심이 자리잡으면서 짝사랑만 반복하다 간신히 연인이 된 희경하고도 멀어지기 시작한다.
- 주희경 (24세)

대용과 같은 아파트에 사는 여자. 혼자서 멍하니 옥상을 올려다보고 있는 것이 일상이었다. 한번도 다른사람과 이야기를 나누지 않고 심지어 미소조차도 없는 그녀를 날마다 훔쳐보는 사이 대용은 여자를 짝사랑하기 시작했다. 무사히 깨어난 대용이 적극적으로 다가가 고백을 했고 연인이 되면서 그 정체가 드러나기 시작했다. 사실 그녀도 대용과 같은 능력자였다. 어린시절, 교통사고로 부모를 모두 잃은후 부모 이름으로 나온 보험금을 서로 차지하기 위해 다투는 친적들을 보면서 냄새로 사람의 본성을 파악하는 능력이 생겼고 이후 추악한 본성을 가진 친척들과 일체 연락을 끊어버리고 혼자 은둔생활을 하고있던 찰나, 우연히 만난 대용의 순수함에 반한 것이다.
- 안대용 엄마

대용의 엄마. 가족으로는 아들과 재혼한 남편이 한명 있다. 전남편(대용의 친아빠)는 이혼인지 사별인지 나오지 않았다. 재혼한 남편이 아들을 모욕하는걸 보고도 무시했지만 어느날 재혼한 남편에게 폭행을 당하고 아들마저 사고로 식물인간이 되어버리자 그간의 분노가 폭발해 재혼한 남편과 헤어지게 된다. 사지육신 멀쩡한 몸으로 방안에서 게임이나 하는 아들을 한번도 야단치지 않는 천사표 엄마다.
- 아저씨

대용의 새아버지. 의붓아들을 아들로 여기지 않으며 틈만나면 무시했고 한번은 아내에게 폭행을 저질렀다. 이후 대용이 사고를 당하면서 아내하고는 헤어졌지만 나중에 다시 대용을 찾아와 지난일을 정중하게 사과한다.
- J.K

대용과 같은 증상을 가진 남자. 참고로 전작의 최종보스였던 김준구다. 하지만 사람을 구하려고 애쓰는 대용과는 달리 빨간눈을 한 사람은 모조리 살해한다.
- 형사

대용이 사람들을 구하기 위해 고군분투하느라 종종 벌어지는 사건을 조사하는 강력계 형사. 참고로 이름은 정보통. 전작과 마찬가지로 여기서도 '○○용'이라고 적힌 괴상한 추리닝을 입고 다닌다.